# Oglasa aulota
Oglasa aulota là một loài bướm đêm trong họ Noctuidae.